# Boulevard Jules-Michelet
Place Saint-Aubin
Pour les articles homonymes, voir Boulevard Michelet et Place Saint-Aubin.
Le boulevard Jules-Michelet (en occitan : baloard Jules Michelet) et la place Saint-Aubin (en occitan : plaça de Sant Aubin) sont deux voies de Toulouse, chef-lieu de la région Occitanie, dans le Midi de la France.

## Situation et accès

### Description
Le boulevard Jules-Michelet et la place Saint-Aubin sont deux voies publiques. Ils se trouvent au cœur du quartier Saint-Aubin, dans le secteur 1 - Centre.
Le boulevard Jules-Michelet est long de 391 mètres. Il est constitué de trois parties : les deux premières parties, de 177 mètres de long toutes les deux, naissent de la rue Pierre-Paul-Riquet puis longent l'église Saint-Aubin, l'une au nord formant le côté des numéros pairs, l'autre au sud le côté des numéros impairs. Elle se rejoignent pour aboutir ensemble aux boulevards qui longent le canal du Midi : boulevard Pierre-Paul-Riquet au nord, boulevard du Professeur-Léopold-Escande au sud. Le boulevard est prolongé à l'est par la passerelle Charles-Bourseul, qui franchit le canal et aboutit au boulevard de la Gare.

### Voies rencontrées
Le boulevard Jules-Michelet rencontre les voies suivantes, d'ouest en est (« g » indique que la rue se situe à gauche, « d » à droite) :
1. Rue Pierre-Paul-Riquet
2. Place Saint-Aubin
3. Boulevard Pierre-Paul-Riquet (g)
4. Boulevard du Professeur-Léopold-Escande (d)

### Transports
Le boulevard Jules-Michelet et la place Saint-Aubin ne sont pas directement desservis par les transports en commun Tisséo. Ils se trouvent cependant à proximité immédiate des boulevards Pierre-Paul-Riquet et du Professeur-Léopold-Escande, parcourus par les lignes de bus 2327. La station de métro la plus proche est la station François-Verdier de la ligne , sur le boulevard Lazare-Carnot. Les lignes des Linéo L1L8L9 et du bus 29 y marquent également l'arrêt.
Il existe plusieurs stations de vélo en libre service VélôToulouse dans les rues adjacentes : la station no 40 (41 rue de la Colombette) et la station no 41 (1 rue Charles-Camichel).

## Odonymie

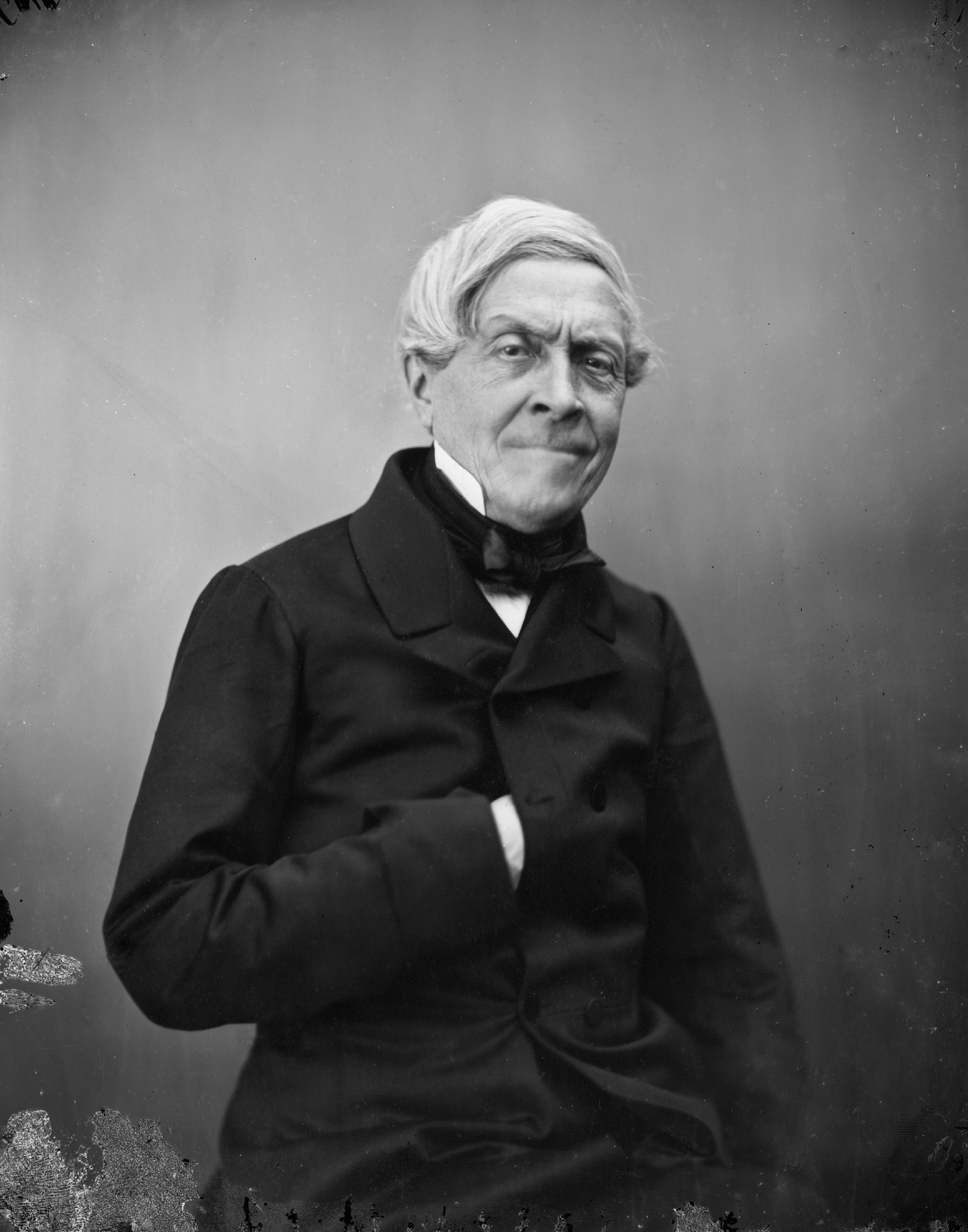
Jules Michelet photographié par Nadar (vers 1855-1856).

Le boulevard honore la mémoire de Jules Michelet (1798-1874), un des plus importants historiens français du XIXe siècle. Républicain, libéral et anticlérical, il est considéré comme l'un des bâtisseurs du « roman national ». Il fut par ailleurs chef de la section historique des Archives nationales et professeur au collège de France.
En 1847, lors des travaux de dégagement de la place et du chantier de l'église Saint-Aubin, elle en portait naturellement le nom, qui ne s'est conservé que pour la partie qui sert de parvis à l'église. Lorsqu'on aménagea la voie de circulation en « boulevard », le conseil municipal du vicomte François Toussaint décida le 22 juin 1874, sur proposition de l'abbé Cayre, de lui donner le nom de Montels, en l'honneur de l'abbé Jean-Jacques Montels (1792-1867), curé de la paroisse Saint-Aubin de 1843 à sa mort, qui avait consacré son énergie à la construction de l'église. En 1903, le conseil municipal radical – et anticlérical… – dirigé par Honoré Serres lui préféra le nom de Jules Michelet.
En 1994 enfin, le nom de Saint-Aubin a été rendu à la place qui sert de parvis à l'église Saint-Aubin, face à l'impasse du même nom.

## Histoire

### Époque contemporaine
Au XIXe siècle, le quartier compte plusieurs usines, telle la distillerie Labérie père et fils, fondée en 1828 (emplacement de l'actuel no 8).
L'école des filles est dirigée par Marie Magné entre 1904 et 1922,.

## Patrimoine et lieux d'intérêt

### Église Saint-Aubin

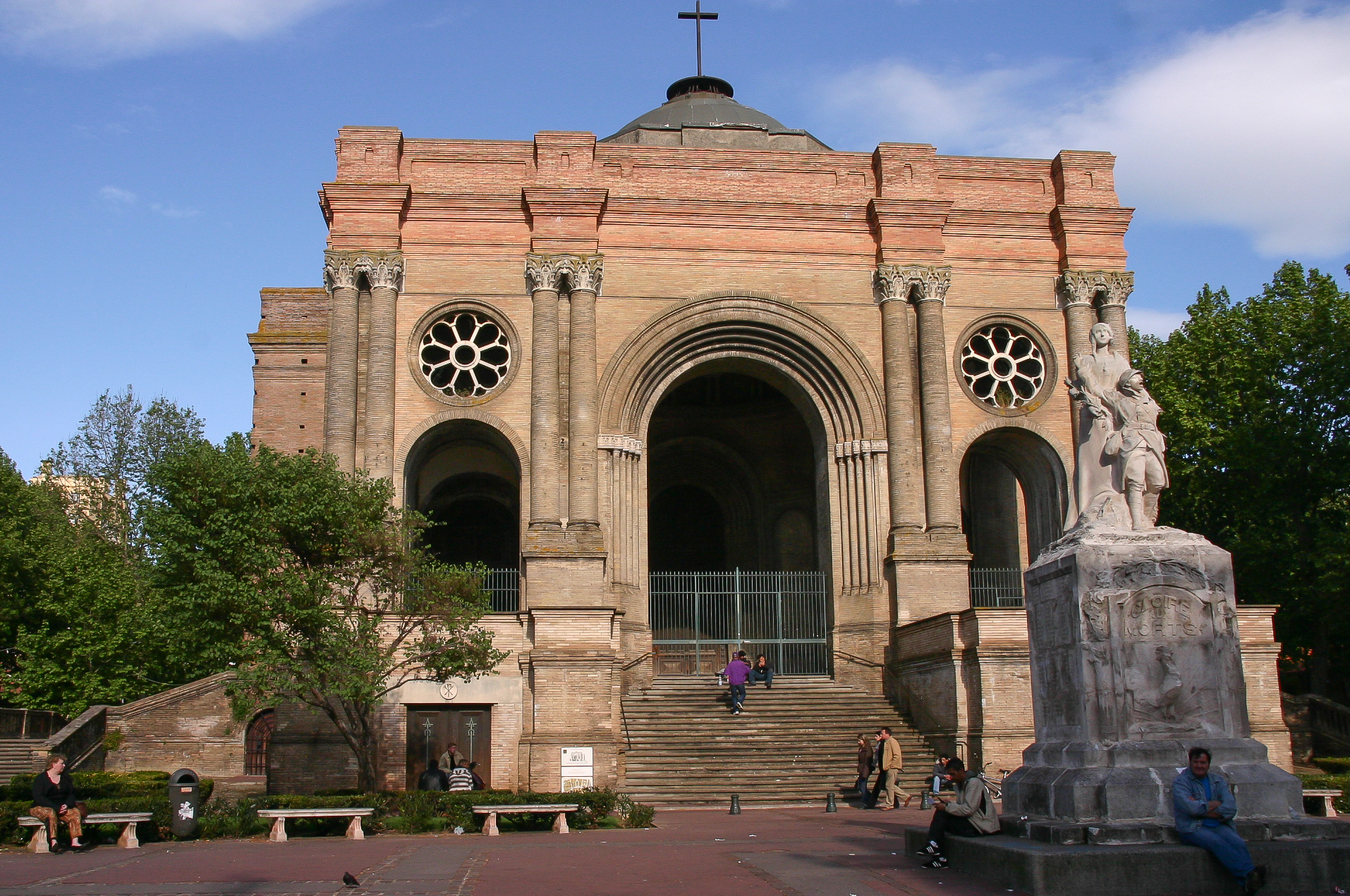
La façade occidentale de l'église Saint-Aubin.

En 1840, afin de répondre à la croissance démographique des faubourgs Saint-Étienne et Saint-Aubin, la municipalité toulousaine décide la création d'une nouvelle paroisse et la construction d'une nouvelle église. L'emplacement choisi est celui du cimetière Saint-Sauveur, établi en 1780, puis désaffecté en 1840 à la suite de la création du cimetière de Terre-Cabade. En 1847, l'ambitieux projet du jeune architecte Auguste Delort est retenu – il vient de terminer ses études à l'École des Beaux-Arts de Paris. Les premiers travaux permettent la construction de la crypte. L'église basse est élevée entre 1849 et 1853 et se poursuivent durant la décennie suivante, mais ils sont interrompus en 1864. Les travaux reprennent en 1873. Ils s'interrompent à nouveau en 1929, à la suite d'une simplification du projet initial,.

### Établissements scolaires
- no  4 : école maternelle Michelet. 
En 1882, la municipalité se préoccupe de la création d'une école maternelle. Le projet en est confié à l'architecte Bernard Denax qui mène les travaux réalisés entre 1888 et 1889. L'école se compose de plusieurs corps de bâtiment disposés autour d'une cour fermée. Le corps de bâtiment principal, sur le boulevard Jules-Michelet, présente une façade symétrique qui se compose d'un pavillon central encadrés par deux ailes. Le pavillon, qui sert d'entrée à l'école, s'élève sur un étage. La façade est encadrée par des pilastres à bossages, tandis que les niveaux sont séparés par des cordons. Les encadrements des ouvertures sont soulignées par des chambranles à crossettes et des clefs passantes en légère saillie. Une corniche à modillons couronne l'élévation[1],[8].

- no  5 : école élémentaire Michelet. 
L'école élémentaire Michelet occupe l'ancienne école de garçons du quartier Saint-Aubin, construite entre 1873 et 1878. Le bâtiment principal est formé d'un corps en rez-de-chaussée qui développe sa longue façade sur treize travées. Elle est percée de fenêtres, reliées par un fin cordon qui passe au niveau des appuis. La travée centrale, où se trouve l'entrée principale, est mise en valeur par un appareil de briques apparentes et un décor de pilastres cannelés qui supportent un fronton triangulaire. Un pavillon à un étage, en légère saillie, qui accueillait le logement du directeur, s'élève à l'extrémité gauche[1],[9].

- no  6 : collège Michelet. 
Le collège a été aménagé dans l'ancienne école de filles du quartier Saint-Aubin. Elle avait été construite en 1873, en même temps que l'école de garçons qui lui fait face. En 1883, la municipalité acquiert des jardins pour permettre la construction de bâtiments destinés à recevoir une école supérieure[1],[10].

### Immeuble
- no  1 : immeuble. 
L'immeuble est construit dans les années 1930 par Michel Munvez, architecte représentatif du courant Art déco à Toulouse. Le bâtiment s'élève d'ailleurs à proximité du bureau de poste du quartier Saint-Aubin, réalisé en 1929 sur les plans de Léon Jaussely (actuel no 28 bis rue Pierre-Paul-Riquet)[11].

### Œuvre publique

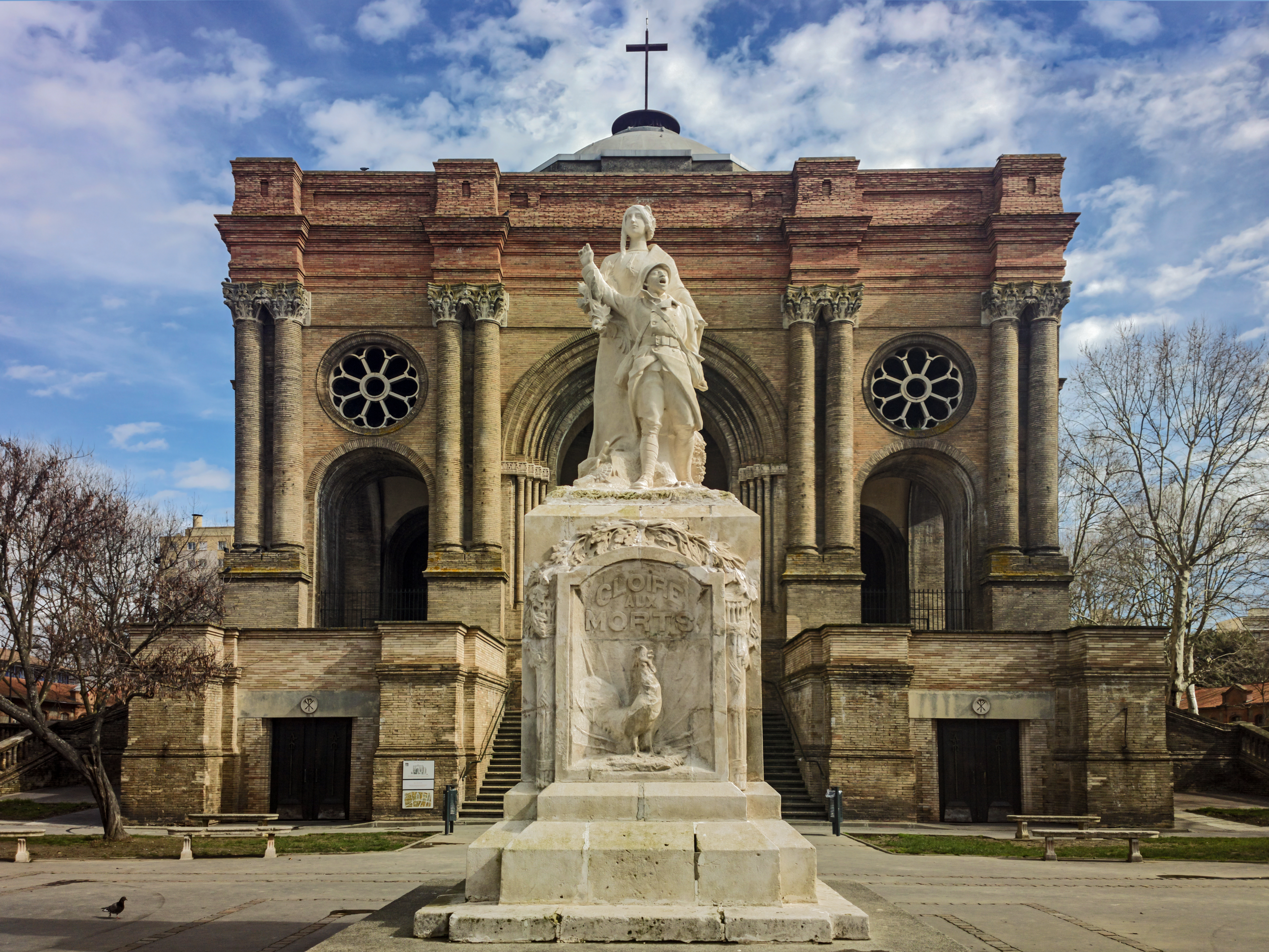
Le monument aux morts des quartiers Saint-Aubin et Dupuy.

- monument aux morts de Saint-Aubin-Dupuy. 
Le monument aux morts des quartiers Saint-Aubin et Dupuy est élevé à la suite de la constitution d'un comité entre 1919 et 1920. Le projet se heurte d'abord à l'opposition de la municipalité, qui vient de décider l'interdiction de la construction de monuments aux morts dans chaque quartier de la ville, sauf pour les quartiers les plus éloignés – elle cède finalement en 1921. Un concours de sculpteurs est lancé en octobre de cette année : c'est le projet de Joseph Cassaigne qui est finalement choisi un mois plus tard. Le monument est inauguré le 6 mai 1923 en présence du maire Paul Feuga, du sénateur Fabien Duchein, et des députés Charles Bellet, Hippolyte Ducos et Joseph Gheusi. 
Le monument, qui devait « revêtir un caractère glorieux et non funéraire », selon le projet du comité de quartier, est une évocation de la France glorifiant la victoire des morts. Le piédestal est orné sur ses quatre côtés. Il porte sur trois côtés la liste des 191 noms des habitants du quartier morts au combat. Sur le côté qui fait face à la rue Pierre-Paul-Riquet est représenté, sculpté en bas-relief, un coq gaulois chantant dans le soleil levant, encadré par deux faisceaux de licteurs et surmonté par l'inscription "Gloire aux morts" et une couronne de feuilles de laurier et de chêne. Le groupe sculpté qui prend place au-dessus du piédestal est composé de deux personnages, une allégorie de la France guidant un soldat chantant la victoire. La France, l'air sévère, porte une tunique couverte par une cuirasse et une cape. Le soldat, un bras levé et la bouche grande ouverte, entonne le chant du triomphe[12].